# Tour du Colorado 2011
La 1re édition du Tour du Colorado (ou USA Pro Cycling Challenge) a eu lieu du 22 août 2011 au 28 août 2011. Cette épreuve cycliste fait partie de l'UCI America Tour 2011. L'Américain Levi Leipheimer (RadioShack) remporte cette édition devant ses compatriotes  Christian Vande Velde (Garmin-Cervélo) et le jeune Tejay van Garderen HTC-Highroad.

## Équipes
17 équipes composées de 8 coureurs participent au Tour du Colorado : 8 ProTeams, 4 équipes continentales professionnelles et 5 équipes continentales :
| ProTeams - BMC Racing - Garmin-Cervélo - HTC-Highroad - Leopard-Trek - Liquigas-Cannondale - Rabobank - RadioShack - Saxo Bank-Sungard | UCI Continentales Professionnelles - Skil-Shimano - SpiderTech-C10 - Type 1-Sanofi Aventis - UnitedHealthcare | UCI Continentales - Bissell Cycling - EPM-UNE - Exergy - Gobernación de Antioquia - Indeportes Antioquia - Kenda-Gear Grinder |

## Étapes
| Étape     | Date    | Villes étapes                    | Distance (km) | Vainqueur d’étape | Leader du classement général |
| --------- | ------- | -------------------------------- | ------------- | ----------------- | ---------------------------- |
| Prologue  | 22 août | Colorado Springs                 | 8,3           | Patrick Gretsch   | Patrick Gretsch              |
| 1re étape | 23 août | Salida – Crested Butte           | 159,9         | Levi Leipheimer   | Levi Leipheimer              |
| 2e étape  | 24 août | Gunnison - Aspen                 | 209,8         | George Hincapie   | Tejay van Garderen           |
| 3e étape  | 25 août | Vail                             | 16,1(clm)     | Levi Leipheimer   | Levi Leipheimer              |
| 4e étape  | 26 août | Avon – Steamboat Springs         | 138,4         | Elia Viviani      | Levi Leipheimer              |
| 5e étape  | 27 août | Steamboat Springs - Breckenridge | 170,2         | Elia Viviani      | Levi Leipheimer              |
| 6e étape  | 28 août | Golden – Denver                  | 115,9         | Daniel Oss        | Levi Leipheimer              |